# Stelios Kokovas
Stelios Kokovas (griechisch Στέλιος Κόκοβας; * 6. Juli 2001 in Larisa) ist ein griechischer Fußballspieler, der als Innenverteidiger spielt.

## Karriere

### Vereine
Kokovas wechselte am 1. Juli 2017 von seinem Heimatverein Anagennisi Kalochoriou zur U17-Mannschaft des VfL Bochums. In seiner ersten Spielzeit wurde er regelmäßig in der B-Junioren-Bundesliga. In der Saison 2018/19 macht er sein Debüt für die Profimannschaft am 27. Spieltag der 2. Fußball-Bundesliga, dem 30. März 2019 gegen den Hamburger SV, das die Mannschaft mit 0:0 beendete und wurde zum Stammspieler in der A-Junioren-Bundesliga. Nachdem er in dieser Saison insgesamt in sechs Spiele der Profimannschaft eingesetzt worden war, wurde er in der Saison 2019/20 nicht weiter bei den Profis berücksichtigt, spielte jedoch weiterhin für die U19-Mannschaft.
Anfang Januar 2021 wechselte Kokovas zum tschechischen Erstligisten MFK Karviná und unterschrieb dort einen Vertrag mit einer Laufzeit von drei Jahren. In seiner ersten Saison bestritt er dort 3 von 20 möglichen Ligaspielen.
Anfang September 2021 wurde er, ohne zuvor von Karviná in der Saison 2021/22 eingesetzt wurden zu sein, für den Rest der Saison an den slowakischen Erstligisten FK Pohronie ausgeliehen. Insgesamt bestritt er 11 von 26 möglichen Ligaspielen und 2 Pokalspiele für den Verein.
In der Saison 2022/23, in der Karviná in der Fotbalová národní liga, der zweiten tschechischen Liga spielte, gehörte er wieder zu deren Kader, wurde aber nur bei zwei Pokalspielen eingesetzt. Auch nach dem Wiederaufstieg in die Fortuna Liga wurde er nicht mehr eingesetzt. Zum Jahresende 2023 wurde sein Vertrag aufgelöst. Nachdem er im ersten Halbjahr 2024 eine Verletzung auskuriert hatte, wurde er im September 2024 nach erfolgreichem Probetraining vom deutschen Nord-Regionalligisten 1. FC Phönix Lübeck unter Vertrag genommen.

### Nationalmannschaft
Kokovas wurde im Dezember 2018 in die griechische U18-Nationalmannschaft berufen und trat in einem Freundschaftsspiel gegen Italien an, das als 1: 4-Auswärtsniederlage endete. Es folgten weitere Einsätze bei Freundschaftsspielen. Für die U 19-Nationalmannschaft bestritt er zwei Qualifikationsspiele zur U 19-Europameisterschaft 2020.